# Punta del Vallone
La Punta del Vallone (2.479 m s.l.m.) è una montagna del massiccio del Gran Paradiso nelle Alpi Graie.

## Descrizione

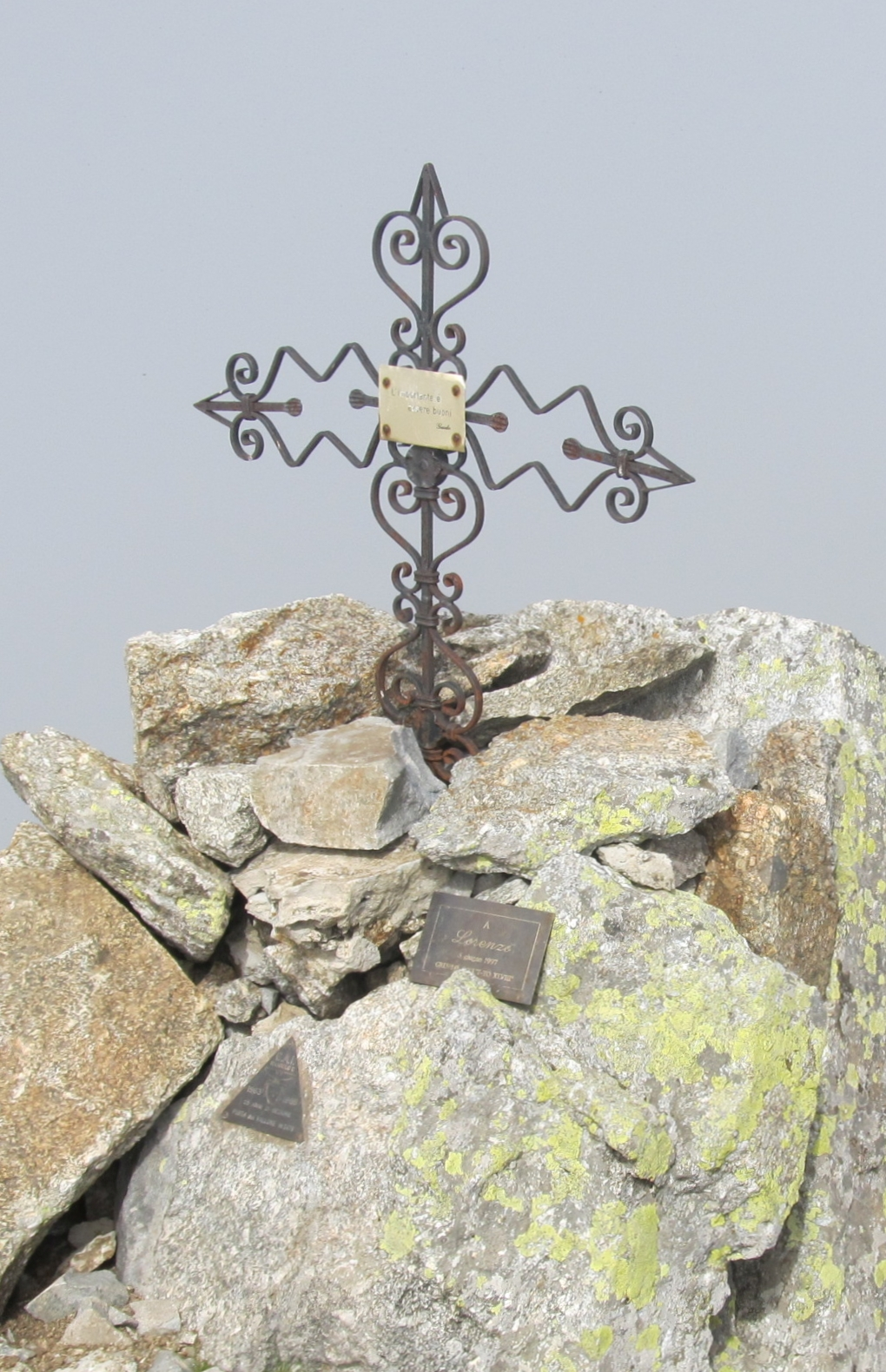
La croce di vetta

La Punta del Vallone si trova in provincia di Torino. La montagna è collocata sullo spartiacque che divide la valle di Ribordone, valle laterale della valle dell'Orco, dalla Val Soana (a nord). Il Colle Crest la separa verso sud-est dalla Cima Rosta, mentre ad ovest il crinale prosegue verso il Monte Colombo.

## Accesso alla cima
Si può arrivare sulla vetta partendo dal Santuario di Prascondù, in comune di Ribordone. Assieme alla Punta del Vallone viene a volte salita anche la vicina Cima Rosta. Per il raggiungimento di entrambe le montagne la difficoltà dell'itinerario è stimata in E.